# 西利伯蒂 (密蘇里州)
西利伯蒂（英語：West Liberty）是位於美國密蘇里州帕特南縣的鬼鎮。

## 歷史
西利伯蒂的郵局於1855年設立，其後於1908年停運。

## 地理
西利伯蒂所處的海拔為高於海平面271米（即889英呎），而該地所採用的時區為UTC-6，即北美中部時區（CST）。同時該地設有夏令時間，為UTC-6調快一小時，即UTC-5（CDT）。